# Scotinotylus vernalis
Scotinotylus vernalis là một loài nhện trong họ Linyphiidae.
Loài này thuộc chi Scotinotylus. Scotinotylus vernalis được James Henry Emerton miêu tả năm 1882.